# Hymn Arabii Saudyjskiej
Asz Al Malik (arab. ‏عاش المليك‎) – hymn państwowy Arabii Saudyjskiej. Hymn jest pochwałą Boga i prośbą o długie życie dla króla Arabii Saudyjskiej. Słowa hymnu napisał Ibrahim Khafaji, a muzykę skomponował Abdul Rahman Al-Khateeb. Hymn został oficjalnie przyjęty w 1950 roku.

## Słowa
arabskie
سارعي للمجد و العلياء

مجدي لخالق السماء

و ارفعي الخفاق أخضر

يحمل النور المسطر

رددي الله أكبر يا موطني

موطني  عشت فخر المسلمين

عاش المليك للعلم و الوطن
w transliteracji
Sār‘ī le l-majd wa l-‘alyā',

Majjedī le Khāleq as-Samā'!

Wa arfa‘ī el khaffāq akhḍḍar

Yaḥmil an-Nūr al-musaṭṭar

Raddedi: Allahu akbar,

Yā mawtanī!

Mawtanī, ‘išta fakhr al-Muslimīn

‘Āsh al-Malik le l-‘alam wa l-watan!
polskie tłumaczenie
Spiesz się do chwały i supremacji! 

Wysławiaj stwórcę niebios

I unieś zielony, łopoczący sztandar, 

Noszący znak Światła! 

Powtarzaj - Bóg jest największy! 

O, mój kraju, 

Mój kraju, żyj wiecznie, 

Chwało wszystkich muzułmanów! 

Niech żyje król, 

Dla flagi i dla kraju!